# Enoplognatha testacea
Enoplognatha testacea är en spindelart som beskrevs av Simon 1884. Enoplognatha testacea ingår i släktet Enoplognatha och familjen klotspindlar. Inga underarter finns listade i Catalogue of Life.